# Дацио
Да̀цио (на италиански: Dazio, на западноломбардски: Dass, Дас) е село и община в Северна Италия, провинция Сондрио, регион Ломбардия. Разположено е на 568 m надморска височина. Населението на общината е 428 души (към 2010 г.).